# Инженер-геодезист
Инженер-геодезист —  специалист с высшим техническим образованием, выполняющий топографо-геодезические, изыскательские, разбивочные, проектировочные работы, занимается формированием теоретической базы путем измерения территории и вычисления координат местности; создает топографические планы и карты.

## Специфика профессии
Инженер-геодезист отвечает за соблюдение точности во время строительных работ, нередко геодезист должен руководить рабочими для правильного исполнения монтажных работ. Также спецификой профессии является быстрая обучаемость обращению с новейшей техникой и нестандартность мышления. Профессия требует высокой внимательности, так как ошибка инженера-геодезиста может привести к большим убыткам, а порой и к трагическим последствиям.
Геодезист должен хорошо знать математику и владеть разными методиками измерений. Должен уметь читать и обрабатывать аэрофотоснимки на стереоприборах, создающих объёмную (трёхмерную) модель изучаемой местности. Геодезисту просто необходимо быть точным, аккуратным и педантичным в работе, так как измерения проводятся сотни (иногда тысячи) раз в день и нигде нельзя ошибаться.
При строительстве любого объекта применяются специальные приборы для обеспечения геодезического контроля взаимного расположения ответственных узлов промышленных, гидротехнических, жилых и прочих сооружений.
Геодезисты решают не только производственные задачи, но и ведут научно-исследовательские работы, чтобы создать новые методы измерений и приборы для этой цели.
Смежная профессия — маркшейдер.
Объектами профессиональной деятельности специалистов в области геодезии являются:
- физическая поверхность Земли и других планет, а также околоземное космическое пространство;
- искусственные и естественные объекты на физической поверхности и внутри Земли и других планет;
- территориальные и административные образования;
- геодинамические явления и процессы, гравитационные, электромагнитные и другие физические поля.

## Образование
Подготовка специалистов инженеров-геодезистов высшей квалификации осуществляется как в специализированных институтах геодезии, аэрофотосъёмки и картографии (МИИГАиК, ГУЗ), так и в многопрофильных вузах. В профильных институтах можно выбрать 3 смежные специальности — инженерная-геодезия, геоинформационные технологии, землеустройство и кадастр. Как правило, выпускник может работать по любой специализации.
В профессиональный цикл дисциплин входят такие предметы, как высшая геодезия, прикладная геодезия, теория математической обработки геодезических измерений, дистанционное зондирование и аэрофотосъёмка, фотограмметрия, астрономия, картография и т.д.